# Cibule zimní

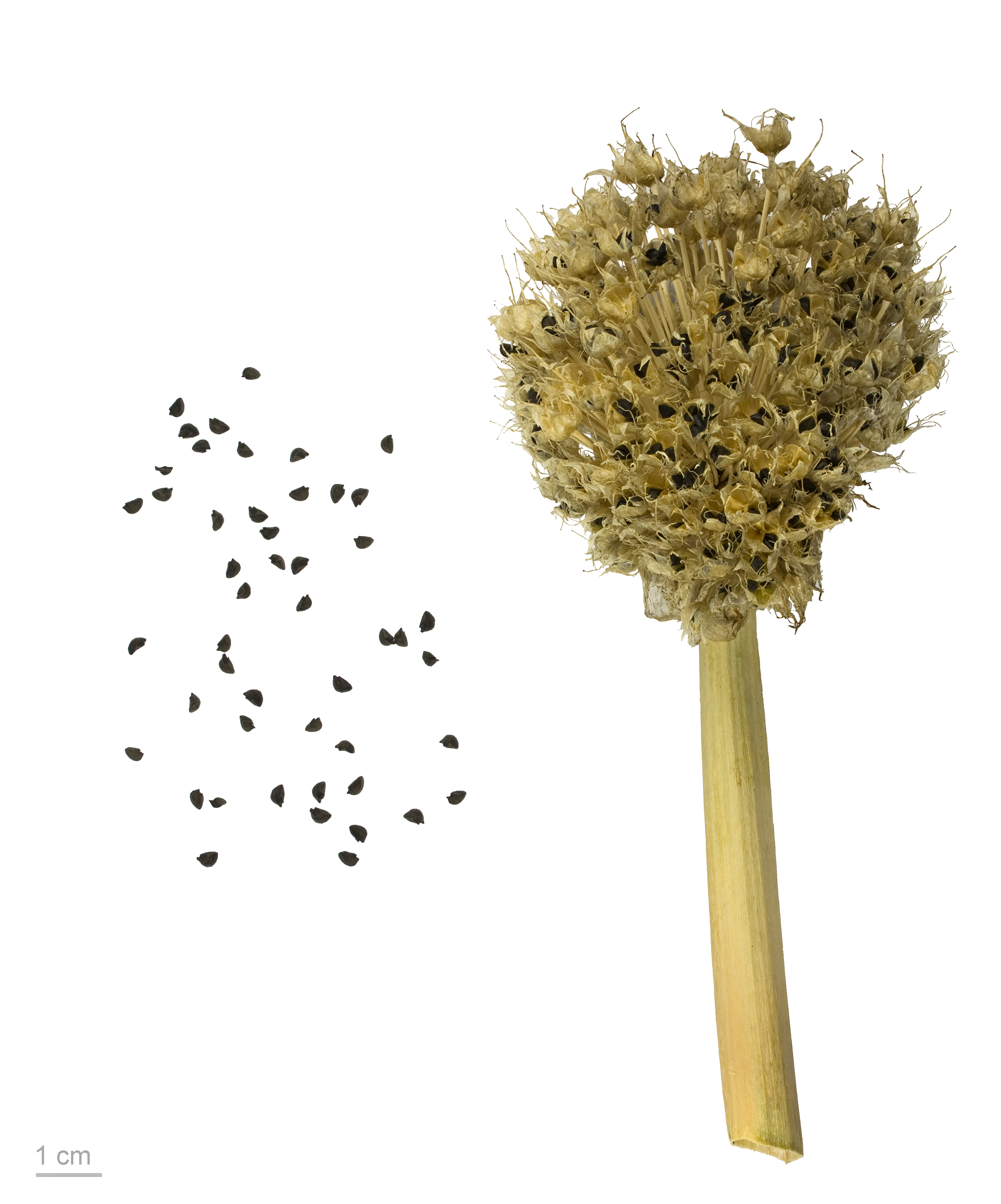
Suché plodenství cibule zimní

Cibule zimní nebo též ošlejch (Allium fistulosum) je cibulovitá zelenina z čeledi amarylkovitých. Lidově se někdy nazývá sečka.

## Popis
Jedná se vytrvalou rostlinu, na bázi s cibulí, někdy je více cibulí ve svazku. Cibule je asi 2–5 cm dlouhá a 1–2,5 cm široká, oblané šupiny jsou většinou světlé, vzácněji hnědavé. Je zimovzdorná a raší velmi časně. Stonek je dosti robustní, dole až 3 cm v průměru, je dutý. Listy jsou jednoduché, přisedlé, s listovými pochvami. Čepele jsou celokrajné, polooblé se souběžnou žilnatinou. Květy jsou oboupohlavní, ve vrcholovém květenství, jedná se hlávkovitě stažený zdánlivý okolík, ve skutečnosti to je stažené vrcholičnaté květenství zvané šroubel, je vejčitý až kulovitý a obsahuje asi 50–100 květů. Květenství je podepřeno toulcem. Pacibulky chybí. Listeny na bázi květních stopek chybí. Okvětí se skládá ze 6 okvětních lístků, které jsou na rozdíl od cibule kuchyňské nažloutlé barvy. Tyčinek je 6. Plodem je tobolka.

## Původ
Pochází ze střední Asie, asi byla vypěstována z blízkého druhu Allium altaicum.
- Je mrazuvzdorná, protože pochází z jihovýchodní Sibiře, a proto je ji možno přes zimu ponechat na záhoně. Roste dokonce pomalu i pod sněhem; kdo si ji pěstuje, může ji užívat po celý rok.
- Cibule zimní byla ve středověku v Evropě dosud neznámá, přestože v Číně ji pěstovali již před 2000 lety. Cibule byla vzývána i jako svatá rostlina a Peršanům, Židům a Egypťanům sloužila ke kultovním účelům. Do Evropy se dostala až v 16. století přes Rusko. Dnes se pěstuje v Evropě i Americe.

## Pěstování
Pro pěstování vyžaduje cibule bezplevelnou, nepříliš vlhkou, lehčí až střední půdu ve volné slunné poloze. Půda má být ve staré síle, s dostatečnou zásobou humusu a vápníku. I když ji můžeme pěstovat ze semena, nejsnadněji se dá množit dělením trsů. Sázíme ji po několika rostlinách do sponu 0,5 X 0,25 m.

## Rozšíření
Nejvíce se pěstuje v Asii, hlavně v Rusku, Číně, Koreji a Japonsku. Je pěstována pro listy i cibule.

## Rozšíření v Česku
V ČR byla pěstována často v 19. století a někdy i zplaňovala, dnes je pěstována jen velmi vzácně. Jako zimní či sibiřská cibule je někdy nesprávně udávána cibule prorůstavá.

## Použití v gastronomii
Cibuli zimní používáme jako cibuli naťovou, podobně jako pažitku. Má jemnější chuť než cibule kuchyňská a je velmi šťavnatá (obsahuje až 88 % vody), zvláště na jaře, kdy sklízíme celé rostliny i s cibulkami a používáme jako mladou cibuli kuchyňskou – zelenačku. Jinak seřezáváme duté listy podle potřeby po celý rok. Dráždivý účinek cibule je dán éterickým olejem obsahujícím organicky vázanou síru.